# 德川齊順
德川齊順（日语：〔〕／ Tokugawa Nariyuki，1801年10月16日—1846年6月1日），日本江戶時代大名，紀州藩第11代藩主，清水德川家第3代當主與紀州德川家第11代當主。

## 生平
德川齊順在享和元年（1801年）出生，是江戶幕府第11代將軍德川家齊與側室妙操院的兒子，在兄長德川敦之助夭折後入繼清水德川家。後來紀州藩第10代藩主德川治寶的女婿虎千代（也是齊順的異母弟弟）逝世，齊順娶了治寶的第五女豐姬為妻成為他的婿養子，故齊順轉為紀州德川家的成員，並成為紀州藩藩主與紀州德川家家督。
| 德川齊順                             |                               |                 |
| 貴族爵位和頭銜                       |                               |                 |
| 空缺上一位持有相同頭銜者：德川敦之助 | 清水德川家當主 1805年－1816年 | 繼任： 德川齊明 |
| 前任： 德川治寶                      | 紀州德川家當主 1824年－1846年 | 繼任： 德川齊彊 |
| 官衔                                 |                               |                 |
| 前任： 德川治寶                      | 紀州藩藩主 1824年－1846年     | 繼任： 德川齊彊 |